# Municipio de Greene (condado de Mercer, Pensilvania)
El municipio de Greene  (en inglés: Greene Township) es un municipio ubicado en el condado de Mercer en el estado estadounidense de Pensilvania. En el año 2000 tenía una población de 1.153 habitantes y una densidad poblacional de 20.0 personas por km².

## Geografía
El municipio de Greene se encuentra ubicado en las coordenadas 41°27′00″N 80°30′59″O / 41.45000, -80.51639.

## Demografía
Según la Oficina del Censo en 2000 los ingresos medios por hogar en la localidad eran de $39,625 y los ingresos medios por familia eran $43,500. Los hombres tenían unos ingresos medios de $31,467 frente a los $22,500 para las mujeres. La renta per cápita para la localidad era de $17,442. Alrededor del 7,3% de la población estaban por debajo del umbral de pobreza.